# التنوع الأحيائي في جنوب إفريقيا
يصنف التنوع الاحيائي لجنوب أفريقيا على أنه مجموعة متنوعة من الكائنات الحية داخل حدود جنوب أفريقيا والمنطقة الاقتصادية الخاصة. جنوب إفريقيا منطقة ذات تنوع احيائي عالٍ على المستوى البري والبحري. تحتل البلاد المرتبة السادسة من بين سبعة عشر دولة شديدة التنوع في العالم، وهي مصنفة من بين أفضل 10 دول من حيث تنوع الأنواع النباتية والثالثة من حيث التوطن البحري.
يتم رصد هذا التنوع الاحيائي والإبلاغ عنه من حيث المكونات الأرضية عبر القارات والمائية الداخلية والساحلية والبحرية وشبه القارة القطبية الجنوبية جزر الأمير إدوارد. جنوب أفريقيا طرف في اتفاقية ريو بشأن التنوع الاحيائي، وقد أعلنت عن عدد من المناطق المحمية ، بما في ذلك الحدائق الوطنية والمناطق البحرية المحمية التي تديرها الحكومة الوطنية. تقع مسؤولية البحث المستمر والتقارير الدورية عن التنوع البيولوجي في جنوب إفريقيا على عاتق المعهد الوطني للتنوع البيولوجي في جنوب إفريقيا وفقًا لتوجيهات وزارة البيئة والغابات ومصايد الأسماك، والمصرح به بموجب قوانين قانونية مختلفة. التنوع الاحيائي يعرف على أنه هو تنوع وتنوع الحياة على الأرض. عادة ما يكون مقياسًا للتباين و الاختلاف على مستوى الجينات والأنواع والنظام البيئي. ولا يشترط أن يكون التوزيع فيها متساويا، فهي الأغنى بشكل عام في المناطق الاستوائية. عادة ما يكون التنوع البيولوجي البحري في أعلى مستوياته على طول السواحل في غرب المحيط الهادئ، حيث تكون درجة حرارة سطح البحر في أعلى مستوياتها، وفي نطاق خط العرض الأوسط في جميع المحيطات. يميل التنوع البيولوجي عمومًا إلى التجمع في النقاط الساخنة، ويتزايد بمرور الوقت، ولكن من المرجح أن يتباطأ في المستقبل.